# 丁格尔湾

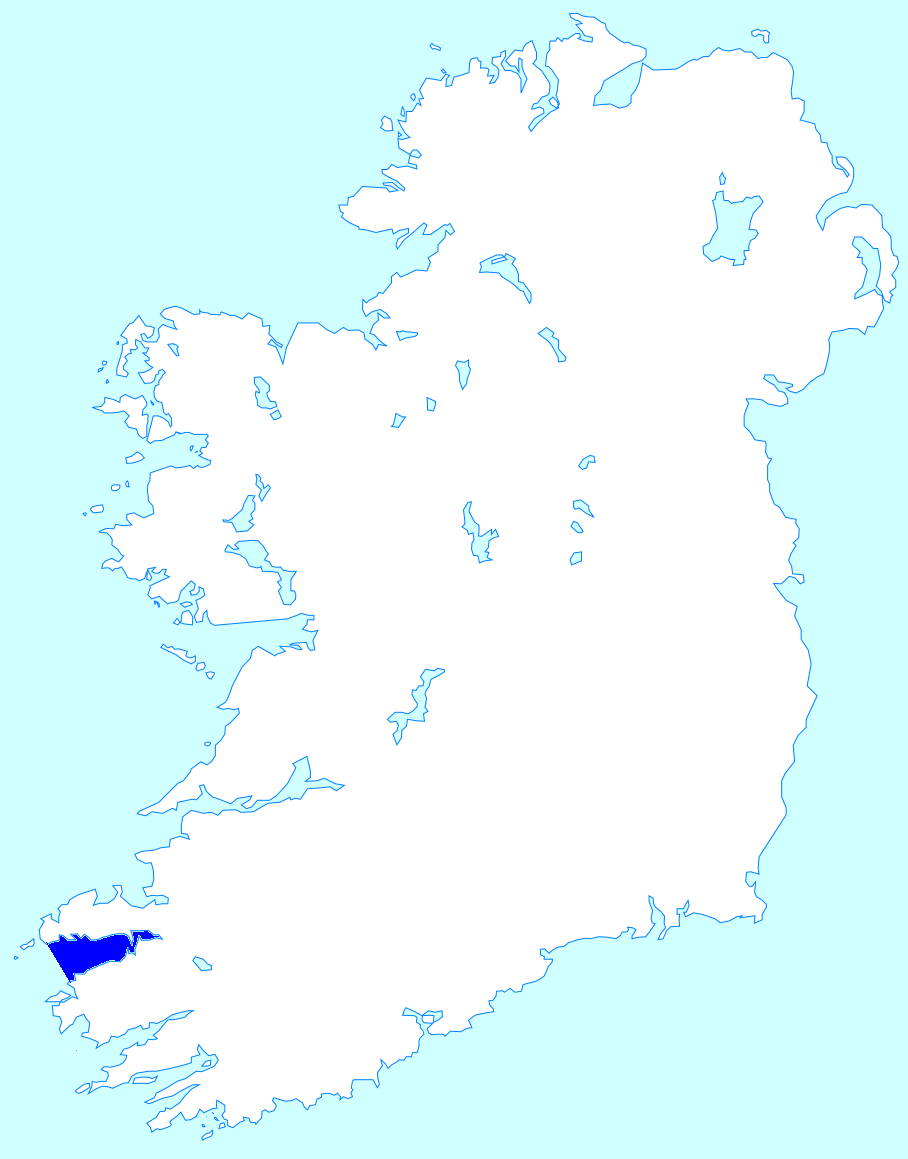
丁格尔湾

丁格尔湾（英語：Dingle Bay）是爱尔兰西部凯里郡的一个海湾，丁格尔半岛及丁格尔湾外围是爱尔兰本岛最西端的地区。丁格尔镇位于海湾北部。
52°04′N 10°11′W / 52.067°N 10.183°W